# Shinkailepas
Shinkailepas Okutani, Saito & Hashimoto, 1989 é um género de gastrópodes marinhos pertencente à família Phenacolepadidae, típicos dos habitat que rodeiam as fontes hidrotermais. Morfologicamente são falsas lapas, com uma concha pateliforme. 

## Taxonomia
O género Shinkailepas inclui as seguintes espécies validamente descritas:
- Shinkailepas briandi Warén & Bouchet, 2001[2]
- Shinkailepas kaikatensis Okutani, Saito & Hashimoto, 1989
- Shinkailepas mojinensis Sasaki, Okutani & Fujikura, 2003
- Shinkailepas myojinensis Sasaki, Okutani & Fujikura, 2003
- Shinkailepas tufari L. Beck, 1992